# Colombo (nome)
Colombo  è un nome proprio di persona italiano maschile.

## Varianti
- Maschili
  - Alterati: Colombino
- Femminili: Colomba[1][2]
  - Alterati: Colombina

### Varianti in altre lingue
- Catalano
  - Femminili: Coloma
- Francese
  - Femminili: Colombe[1]
- Inglese
  - Femminili: Columbine[1]
- Irlandese: Colum[1], Colm[1]
  - Alterati: Colmán[1]

- Latino: Columba
  - Femminili: Columba[1]
- Polacco: Kolumb
  - Femminile: Kolumba
- Scozzese: Calum[1], Callum[1]
- Spagnolo
  - Femminili: Columba

## Origine e diffusione

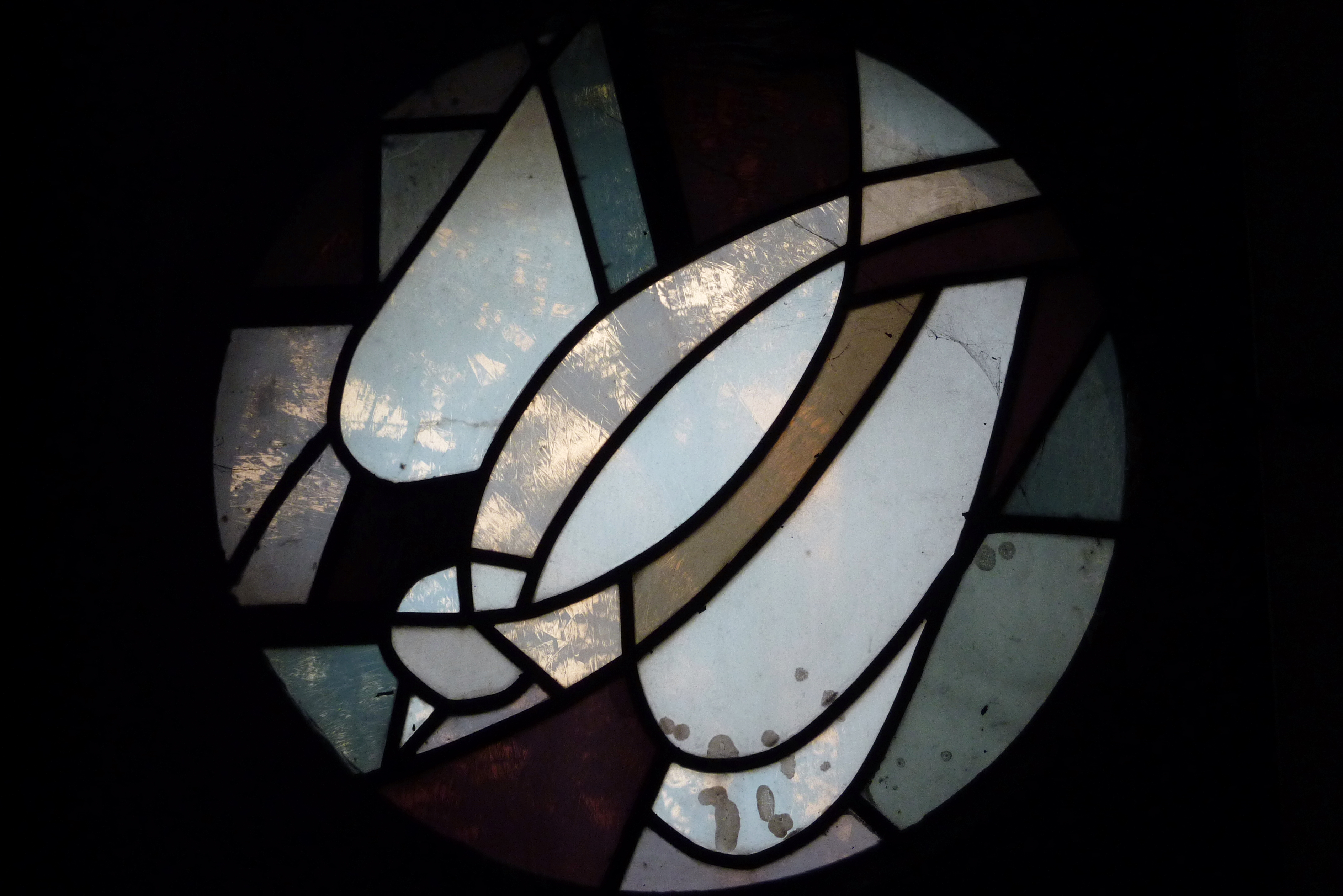
Colomba raffigurata nella vetrata di una chiesa a Block, Neuwied

Deriva dal nome tardo latino sia maschile che femminile Columba, che vuol dire letteralmente "colomba": è dunque affine per significato ai nomi Giona, Paloma, Dove, Jemima e Semiramide. Si affermò tra i primi cristiani poiché la colomba era simbolo dello Spirito Santo, di Gesù e della purezza, e venne portato da diversi santi e sante, il più famoso dei quali è san Columba di Iona, che cristianizzò la Scozia; proprio a lui si deve l'origine del nome Malcolm, che significa "discepolo di Columba". Altri derivati di questo nome includono Colmano e Colombano.
Va notato che il diminutivo Colombina può anche essere ispirato al nome dell'omonimo fiore, e si è affermato anche grazie alla popolarità di Colombina, una maschera della commedia dell'arte.
Non va confuso con Cailean, nome di origine differente che viene però usato come variante scozzese di Columba.

## Onomastico
L'onomastico si festeggia generalmente il 9 giugno in memoria del già citato san Columba di Iona. Non mancano altri santi e beati con questo nome, tra cui si ricordano, nei giorni seguenti, nella forma maschile:
- 30 gennaio, beato Columba Giuseppe Marmion, fondatore[8]
- 19 febbraio, san Colomba, martire sotto Aureliano[2]
- 12 agosto, san Colombo di Lerino, martire con altri compagni a Lérins[9]
- 12 dicembre, san Columba di Terryglass[10]

Nella forma al femminile:
- 10 marzo, santa Colomba, patrona di Rimini, da identificarsi con l'omonima santa di Sens del 31 dicembre[2]
- 16 marzo, santa Colomba, vergine e martire in Inghilterra[2]
- 20 maggio, beata Colomba da Rieti, religiosa[2][11]
- 20 luglio, santa Colomba, vergine e martire a Coimbra[2]
- 1º settembre, santa Colomba, eremita in Abruzzo[2]
- 17 settembre, santa Colomba, vergine e badessa martire sotto i saraceni a Cordova[2][12]
- 24 settembre, beata Colomba Gabriel, religiosa polacca[13][14]
- 31 dicembre, santa Colomba di Sens, vergine e martire[2][15]

## Persone

### Variante Columba
- Columba di Iona, abate e santo irlandese
- Columba di Terryglass, abate e santo irlandese
- Columba Marmion, abate e scrittore irlandese

### Variante Colm
- Colm Feore, attore canadese
- Colm Meaney, attore irlandese

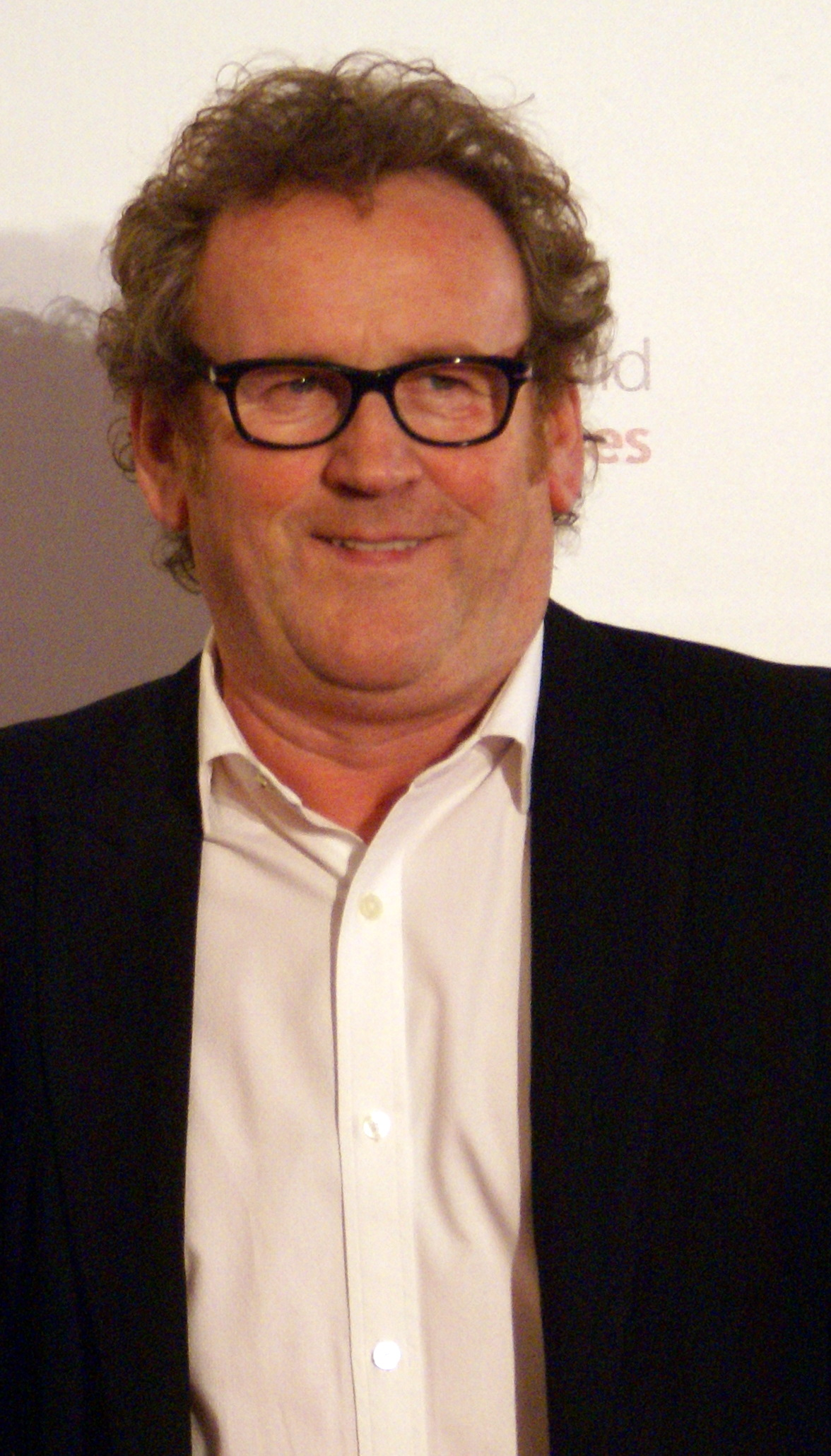
Colm Meaney

- Colm Tóibín, scrittore e critico letterario irlandese
- Colm Wilkinson, cantante e attore irlandese

### Variante Colum
- Colum McCann, scrittore irlandese naturalizzato statunitense

### Variante Calum
- Calum Chambers, calciatore inglese

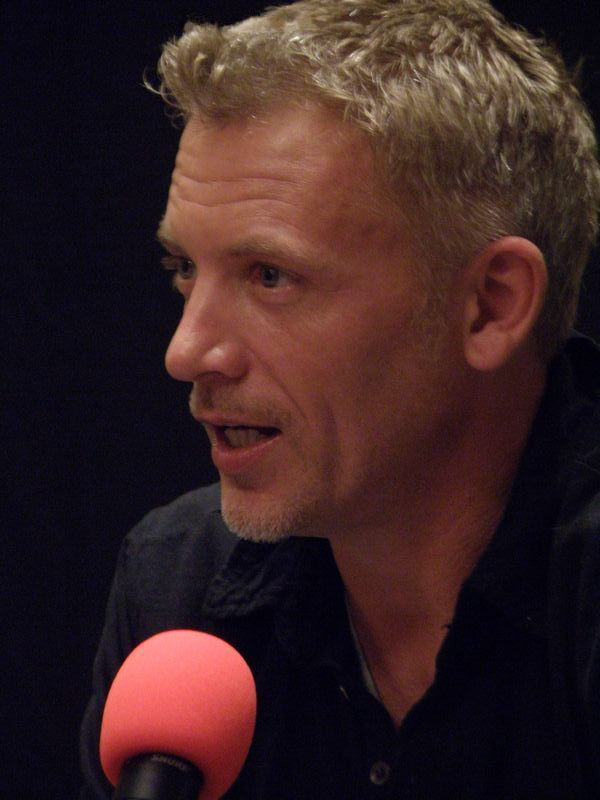
Callum Keith Rennie

- Calum Davenport, calciatore inglese
- Calum Elliot, calciatore scozzese

### Variante Callum
- Callum Blue, attore britannico
- Callum Booth, calciatore scozzese
- Callum Davidson, calciatore scozzese
- Callum McManaman, calciatore britannico
- Callum Keith Rennie, attore britannico naturalizzato canadese

### Variante femminile Colomba

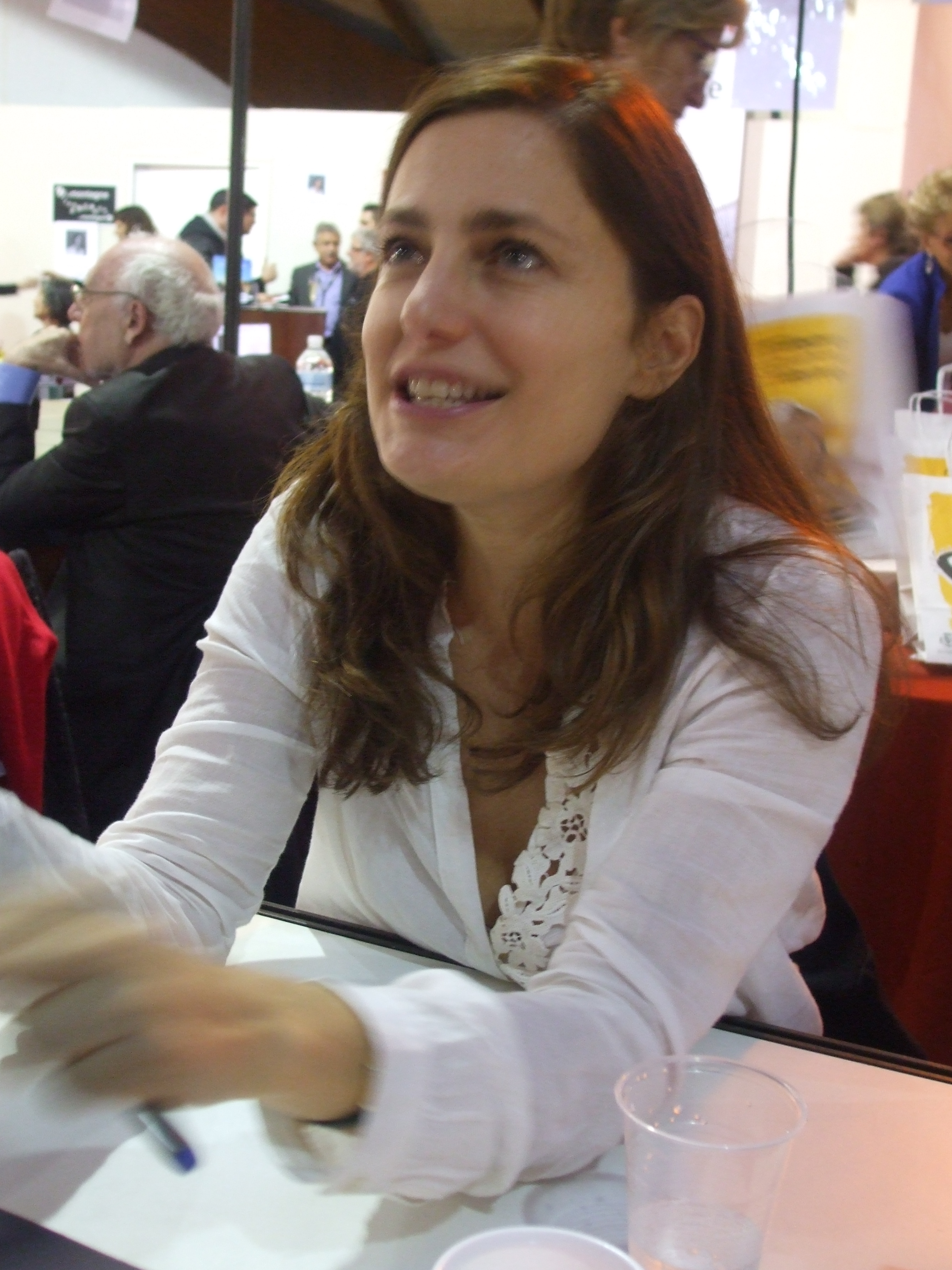
Colombe Schneck

- Colomba Antonietti, patriota italiana
- Colomba da Rieti, monaca italiana
- Colomba di Sens, nobile e santa spagnola
- Colomba Gabriel, religiosa polacca
- Colomba Mongiello, politica italiana

### Variante femminile Colombe
- Colombe Schneck, giornalista e scrittrice francese

## Il nome nelle arti
- Colombina è una maschera della commedia dell'arte.
- Colomba Toscani è la protagonista del romanzo di Bianca Pitzorno Tornatrás.
- Columba, protagonista del romanzo di Grazia Deledda Colombi e sparvieri.
- Colombe Josse, personaggio del romanzo di Muriel Barbery L'eleganza del riccio.
- Colm Donnelly è un personaggio del film The Hallow, interpretato da Michael McElhatton.